# Langobardia Maior

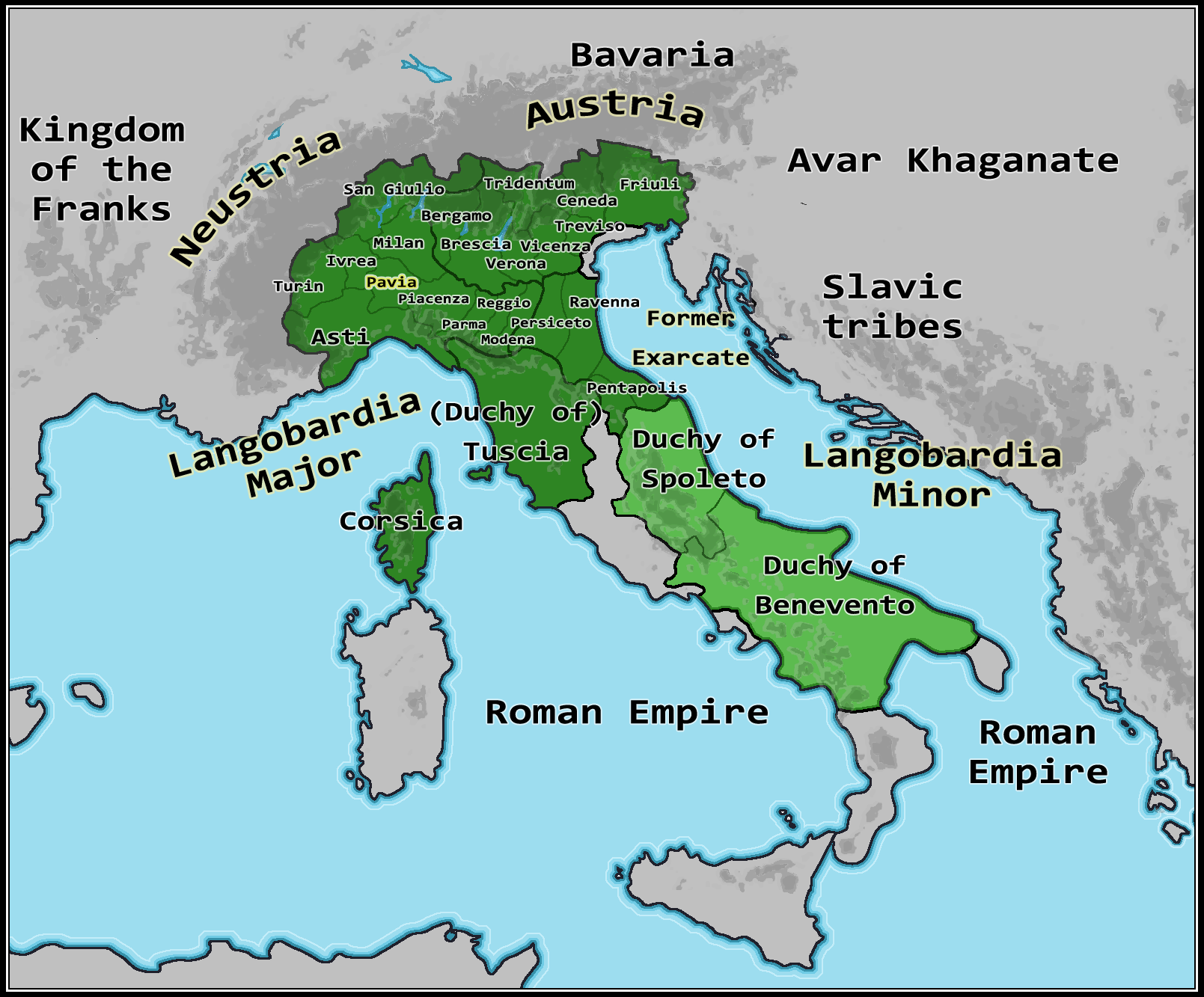
Dominios lombardos en 740, con la Langobardia Maior en verde oscuro

Langobardia Maior fue el nombre que, en la Alta Edad Media, se dio a los dominios del reino lombardo en el norte de Italia. Comprendía la Lombardía propiamente dicha, con su capital en Pavía, los ducados de Friuli y Trento así como la región toscana. En el sur se vio confinada primero por los territorios imperiales romanos del exarcado de Rávena, y posteriormente por el patrimonio de San Pedro, los Estados Pontificios establecido después de la donación de Pipino en 754, extendiéndose desde el Tirreno al Adriático. Los territorios lombardos más al otro lado se llamó Langobardia Minor, y estaba formado por los ducados de Spoleto y Benevento. 
Langobardia Maior se dividía internamente en Austria (consistente en el Véneto, Trentino, el Alto Adige y el Friuli, no confundir con la Austria del Sacro Imperio) al este, Neustria al oeste (el resto del norte de Italia) y Toscana o Tuscia al sur. Después de que Carlomagno conquistara esta región en el asedio de Pavía se convirtieron en parte del Imperio carolingio.